# Uchtovia
Uchtovia is een geslacht van uitgestorven kreeftachtigen uit de klasse van de Ostracoda (mosselkreeftjes).

## Soorten
- Uchtovia ajensis Rozhdestvenskaya, 1972 †
- Uchtovia antiqua Rozhdestvenskaya, 1962 †
- Uchtovia cyrlinae Polenova, 1960 †
- Uchtovia definita Li(zu-wang), 1987 †
- Uchtovia depressa Averjanov, 1968 †
- Uchtovia dissimilis Rozhdestvenskaya, 1959 †
- Uchtovia dubia Polenova, 1966 †
- Uchtovia egorovi Polenova, 1955 †
- Uchtovia elongata Egorov, 1950 †
- Uchtovia famenica Rozhdestvenskaya, 1972 †
- Uchtovia gemina (Buschmina, 1968) Becker & Bless, 1974 †
- Uchtovia josefi Pribyl, 1988 †
- Uchtovia kalugiana Egorova, 1962 †
- Uchtovia kloedenellides (Adamczak, 1968) Casier, 1990 †
- Uchtovia koinichaensis Buschmina, 1981 †
- Uchtovia kusnezkiensis Polenova, 1960 †
- Uchtovia lufengshanensis (Wang, 1983) Polenova, 1986 †
- Uchtovia martinovae Egorova, 1962 †
- Uchtovia materni Becker, 1971 †
- Uchtovia ovata Zenkova, 1988 †
- Uchtovia parallela Zaspelova, 1959 †
- Uchtovia polenovae Egorov, 1950 †
- Uchtovia praecox Mikhailova, 1972 †
- Uchtovia refrathensis (Kroemmelbein, 1954) Zbikowska, 1975 †
- Uchtovia reticularis Wang & Liu, 1992 †
- Uchtovia rozhdestvenskayae Zbikowska, 1983 †
- Uchtovia strialis Rozhdestvenskaya, 1972 †
- Uchtovia subparallela (Wang, 1983) Polenova, 1986 †
- Uchtovia subreticularis Wang & Liu, 1992 †
- Uchtovia subtilis Polenova, 1960 †
- Uchtovia tenuis Zenkova, 1977 †
- Uchtovia usensis Zenkova, 1988 †